# Тиббетс, Стив
Стив Тиббетс (англ. Steve Tibbetts; 1954, Мэдисон, США) — американский гитарист, известный благодаря своему оригинальному подходу к написанию музыки и аранжировке.

## Творчество
Стив Тиббетс играет на акустической и электро- гитарах, а также на калимбе. Его творчество совмещает в себе несколько жанров и стилей, из которых наиболее значительными являются джаз, рок, фьюжн, new age и этническая музыка. Обычно в каждой его композиции совмещается несколько из них.
Две первые записи были сделаны им в колледже. Вторая из них, «Yr», несмотря на то, что она была издана самим Тиббетсом, получила определенные известность и признание, особенно среди поклонников музыки исполняемой на электрогитаре. Запись содержала множество наложений (на одном из треков до 50), которые создавали уникальный музыкальный ландшафт. Подобно другим музыкантам, таким как, например, Брайан Ино, Тиббетс рассматривает студию звукозаписи как инструмент для создания звуков и часто подвергает своё звучание дополнительной обработке, добавляя внешние эффекты в готовые музыкальные композиции. В качестве примера может служить звук шагов в треке «Running» с пластинки «Safe Journey» или пение непальских крестьян на последних треках альбома «Big Map Idea».
Первая запись Тиббетса, которую он создал для большого лейбла, — это пластинка «Northern Song» (ECM, 1992). Это была попытка совместить музыку Тиббетса со стилем звукозаписи продюсера ECM Манфреда Айхера, отличавшегося чрезвычайной быстротой. Обычно альбомы ECM записываются в течение двух дней. Однако «Norhern Song» получила негативные рецензии. Возможно, именно в связи с этим Тиббетс вернулся к его прежнему методу очень медленной записи, длящейся в течение месяцев. Его следующие записи были встречены более благожелательно, и — что необычно для ECM — их не продюсировал Айхер.
Тиббетс выпустил пять альбомов в 1980-х, три в 1990-х, и еще два в последние 8 лет. Большинство своих записей он сделал совместно с перкуссионистом Марком Андерсоном (англ. Marc Anderson). Музыкант свободно использует петли в своей работе, причем подборку этих петель и некоторых других звуков можно купить на CD. Он фактически прекратил давать живые концерты в середине 1980-х.

## Дискография
- Steve Tibbetts (Cuneiform, 1977)
- Yr (Frammis, 1980 — re-released by ECM, 1988)
- Northern Song (ECM, 1982)
- Safe Journey (ECM, 1984)
- Exploded View (ECM, 1986)
- Big Map Idea (ECM, 1989)
- The Fall Of Us All (ECM, 1994)
- Cho (Hannibal, 1997) (with Choying Drolma)
- Å (Hannibal, 1999) (with Knut Hamre)
- A Man About A Horse (ECM, 2002)
- Selwa (Six Degrees Records, 2004) (with Choying Drolma)